# Arquidiócesis de Santa María
La arquidiócesis de Santa María (en latín: Archidioecesis Sanctae Mariae y en portugués: Arquidiocese de Santa Maria) es una circunscripción eclesiástica latina de la Iglesia católica en Brasil, sede metropolitana de la provincia eclesiástica de Santa María. La arquidiócesis tiene al arzobispo Leomar Antônio Brustolin como su ordinario desde el 2 de junio de 2021. 

## Territorio y organización

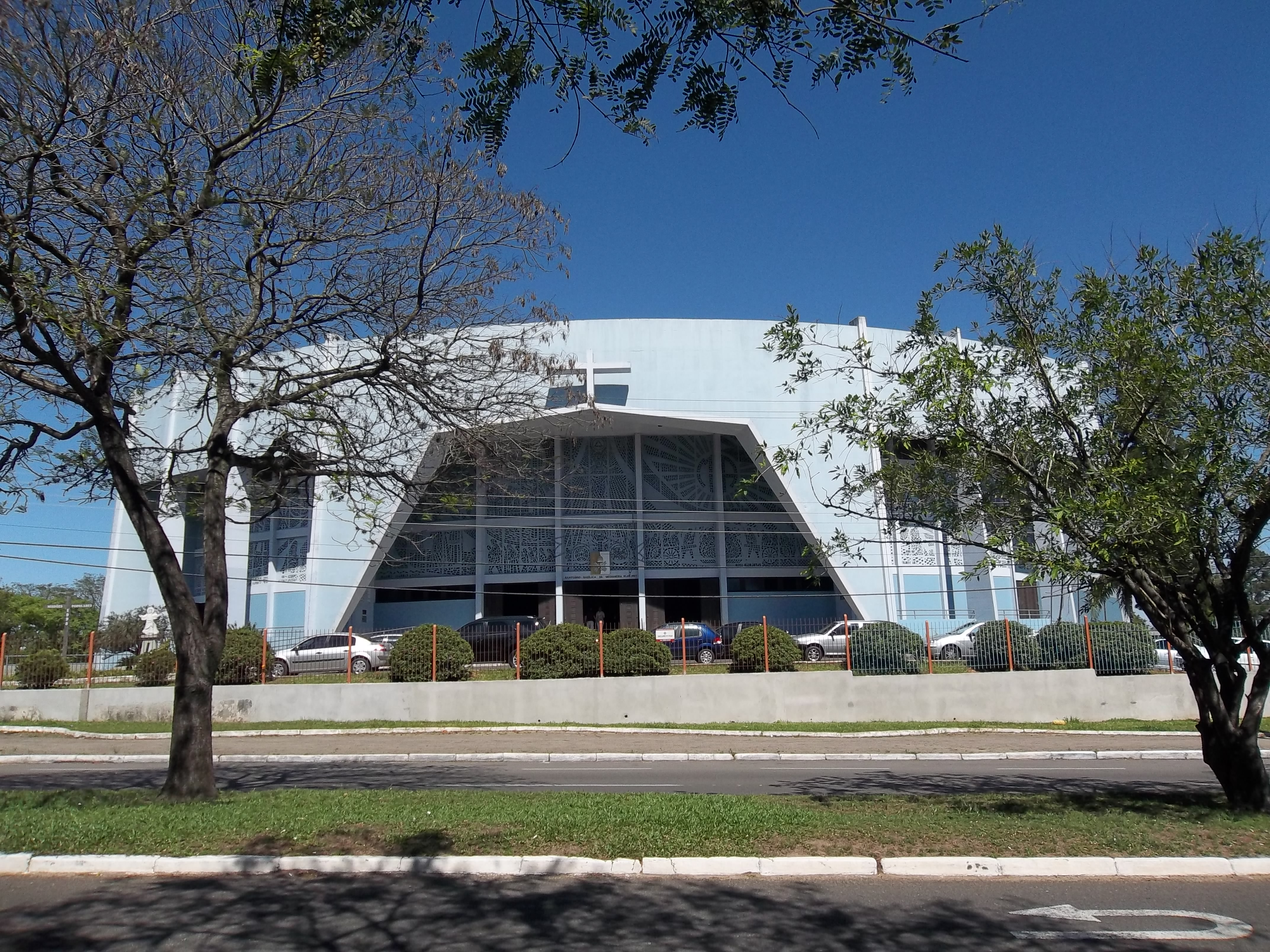
Basílica santuario de Nuestra Señora Mediadora de Todas las Gracias

La arquidiócesis tiene 20 263 km² y extiende su jurisdicción sobre los fieles católicos de rito latino residentes en 26 municipios del estado de Río Grande del Sur: Cacequi, Dilermando de Aguiar, Dona Francisca, Faxinal do Soturno, Formigueiro, Itaara, Ivorá, Jaguari, Jari, Júlio de Castilhos, Mata, Nova Esperança do Sul, Nova Palma, Pinhal Grande, Quevedos, Restinga Seca, Santa Maria, São João do Polêsine, São Martinho da Serra, São Pedro do Sul, São Sepé, São Vicente do Sul, Silveira Martins, Toropi, Tupanciretã y Vila Nova do Sul
La sede de la arquidiócesis se encuentra en la ciudad de Santa Maria, en donde se halla la Catedral de Nuestra Señora de la Concepción y la basílica santuario de Nuestra Señora Mediadora de Todas las Gracias.
En 2020 en la arquidiócesis existían 40 parroquias.
La arquidiócesis tiene como sufragáneas a las diócesis de: Cachoeira do Sul, Cruz Alta, Santa Cruz do Sul, Santo Ângelo y Uruguayana.

## Historia
La diócesis de Santa María fue erigida el 15 de agosto de 1910 con la bula Praedecessorum Nostrorum del papa Pío X, obteniendo el territorio de la diócesis de São Pedro do Rio Grande, que a su vez fue elevada al rango de arquidiócesis metropolitana tomando el nombre de la arquidiócesis de Porto Alegre.
La diócesis era muy grande y correspondía a aproximadamente un tercio de todo el territorio de Río Grande del Sur; a lo largo de su historia sufrió diversos cambios territoriales que limitaron su extensión. El 27 de mayo de 1921 cedió varios municipios a diócesis vecinas. El 13 de febrero de 1937 volvió a ceder los municipios de Candelária y Rio Pardo a la arquidiócesis de Porto Alegre mediante el decreto Ioannes Becker de la Congregación Consistorial. El 20 de agosto de 1962 adquirió de la diócesis de Uruguayana la parroquia de Säo Pedro de Pontäo en el municipio de Tupanciretã mediante el decreto Erecta nuper de la Congregación para los Obispos.
Además, cedió repetidamente porciones de su territorio para la erección de nuevas diócesis: 
- la diócesis de Passo Fundo (hoy arquidiócesis de Passo Fundo) el 10 de marzo de 1951 mediante la bula Si qua dioecesis del papa Pío XII;[4]
- la diócesis de Frederico Westphalen el 22 de mayo de 1961 mediante la bula Haus parva del papa Juan XXIII;[5]
- la diócesis de Cruz Alta el 27 de mayo de 1971 mediante la bula Cum Christus del papa Pablo VI;[6]
- la diócesis de Cachoeira do Sul el 17 de julio de 1991 mediante la bula Brasilienses quidem del papa Juan Pablo II.[7]

El 12 de diciembre de 1997 la diócesis se amplió con la parroquia de Santa Maria della Vittoria en el municipio de Cacequi y el territorio de la comunidad de Santa Maria en Laranjeiras, adquirido de la diócesis de Bagé mediante el decreto Quo aptius de la Congregación para los Obispos.
El 13 de abril de 2011 fue elevada al rango de arquidiócesis metropolitana con la bula Spiritali itineri del papa Benedicto XVI.

## Estadísticas
De acuerdo al Anuario Pontificio 2021 la arquidiócesis tenía a fines de 2020 un total de 297 865 fieles bautizados.
| Año                                                                             | Población            | Población | Población      | Sacerdotes | Sacerdotes    | Sacerdotes    | Bautizados por sacerdote | Diáconos permanentes | Religiosos | Religiosos | Parroquias |
| Año                                                                             | Bautizados católicos | Total     | % de católicos | Total      | Clero secular | Clero regular | Bautizados por sacerdote | Diáconos permanentes | Varones    | Mujeres    | Parroquias |
| ------------------------------------------------------------------------------- | -------------------- | --------- | -------------- | ---------- | ------------- | ------------- | ------------------------ | -------------------- | ---------- | ---------- | ---------- |
| 1950                                                                            | 680 000              | 900 000   | 75.6           | 202        | 97            | 105           | 3366                     |                      | 250        | 690        | 84         |
| 1966                                                                            | 730 000              | 920 000   | 79.3           | 208        | 73            | 135           | 3509                     |                      | 160        | 585        | 65         |
| 1968                                                                            | 750 000              | 1 000     | 75.0           | 189        | 67            | 122           | 3968                     | 1                    | 186        | 845        | 64         |
| 1976                                                                            | 480 000              | 577 000   | 83.2           | 134        | 46            | 88            | 3582                     | 6                    | 198        | 596        | 43         |
| 1980                                                                            | 571 000              | 614 000   | 93.0           | 128        | 52            | 76            | 4460                     | 8                    | 242        | 559        | 43         |
| 1990                                                                            | 569 000              | 650 900   | 87.4           | 128        | 61            | 67            | 4445                     | 14                   | 172        | 456        | 48         |
| 1999                                                                            | 375 753              | 482 753   | 77.8           | 104        | 44            | 60            | 3613                     | 11                   | 151        | 475        | 36         |
| 2000                                                                            | 378 000              | 481 328   | 78.5           | 109        | 45            | 64            | 3467                     | 11                   | 144        | 524        | 36         |
| 2001                                                                            | 380 000              | 485 234   | 78.3           | 110        | 51            | 59            | 3454                     | 18                   | 137        | 539        | 36         |
| 2002                                                                            | 382 800              | 487 625   | 78.5           | 104        | 49            | 55            | 3680                     | 18                   | 145        | 535        | 36         |
| 2003                                                                            | 383 600              | 486 900   | 78.8           | 107        | 50            | 57            | 3585                     | 18                   | 105        | 531        | 36         |
| 2004                                                                            | 382 247              | 488 258   | 78.3           | 104        | 47            | 57            | 3675                     | 19                   | 141        | 535        | 36         |
| 2010                                                                            | 400 000              | 532 000   | 75.2           | 106        | 43            | 63            | 3773                     | 14                   | 124        | 464        | 38         |
| 2014                                                                            | 419 000              | 558 000   | 75.1           | 89         | 41            | 48            | 4707                     | 15                   | 108        | 447        | 38         |
| 2017                                                                            | 429 700              | 571 900   | 75.1           | 42         | 40            | 2             | 10 230                   | 14                   | 54         | 447        | 39         |
| 2020                                                                            | 297 865              | 395 730   | 75.3           | 43         | 40            | 3             | 6927                     | 15                   | 43         | 434        | 40         |
| Fuente: Catholic-Hierarchy, que a su vez toma los datos del Anuario Pontificio. |                      |           |                |            |               |               |                          |                      |            |            |            |

## Episcopologio
- Miguel de Lima Valverde † (6 de febrero de 1911-10 de febrero de 1922 nombrado arzobispo de Olinda y Recife)
- Ático Eusébio da Rocha † (27 de octubre de 1922-17 de diciembre de 1928 nombrado obispo de Cafelândia)
  - Sede vacante (1928-1931)
- Antônio Reis † (31 de julio de 1931-14 de septiembre de 1960 falleció)
- Luís Victor Sartori † (14 de septiembre de 1960 por sucesión-10 de abril de 1970 falleció)
- Érico Ferrari † (29 de abril de 1971-29 de abril de 1973 falleció)
- José Ivo Lorscheiter † (5 de febrero de 1974-24 de marzo de 2004 retirado)
- Hélio Adelar Rubert (24 de marzo de 2004-2 de junio de 2021 retirado)
- Leomar Antônio Brustolin, desde el 2 de junio de 2021